# Thémines
Thémines település Franciaországban, Lot megyében. Lakosainak száma 242 fő (2022. január 1.). Thémines Albiac, Aynac, Flaujac-Gare, Issendolus, Rueyres, Saint-Simon és Théminettes községekkel határos.

## Népesség
A település népessége az elmúlt években az alábbi módon változott:
| Lakosok száma | 270  | 189  | 217  | 228  | 213  | 213  | 218  | 232  | 238  | 242  |
|               | 1968 | 1982 | 1990 | 2006 | 2013 | 2015 | 2017 | 2019 | 2020 | 2022 |